# Alain Belmondo
Alain Belmondo (* 24. Oktober 1931) ist ein französischer Filmproduzent und Direktor des Théâtre des Variétés in Paris. Er arbeitete oft als Produktionsmanager und Produzent an den Filmen seines Bruders Jean Paul Belmondo und von Alain Delon mit.

## Leben
Er ist der Sohn des Bildhauers Paul Belmondo und der Bruder des Schauspielers Jean-Paul Belmondo. Er ist der Vater von Olivier Belmondo, der ebenfalls Schauspieler und Regisseur ist. Er ist der Onkel des Rennfahrers Paul Belmondo.

## Filmographie

### Spielfilme als Produktionsleiter (Auswahl)
- 1964: Der Boss hat sich was ausgedacht
- 1966: Auch große Scheine können falsch sein
- 1968: Der verflixte Großvater
- 1969: Die untreue Frau
- 1969: Das Biest muß sterben
- 1970: Borsalino
- 1971: Der Sträfling und die Witwe
- 1972: Der Halunke
- 1973: Der Schocker
- 1974: Stavisky
- 1975: Abschied in der Nacht
- 1976: Der Greifer
- 1979: Der Windhund
- 1980: Der Puppenspieler
- 1980: Auch Mörder haben schöne Träume (Pile ou face)
- 1981: Clara und die tollen Typen
- 1982: Das As der Asse

### Spielfilme als Produzent
- 1981: Der Profi (Le professionnel)
- 1983: Der Außenseiter (Le marginal)
- 1984: Die Glorreichen (Le morfalous)
- 1984: Fröhliche Ostern (Joyeuses Pâques)
- 1985: Der Boss (Hold-up)
- 1987: Der Profi 2 (Le solitaire)
- 1988: Verbotene Sehnsucht (Chocolat)
- 1990: Tom et Lola
- 1992: Indochine

### Spielfilme als Darsteller
- 1964: Un gosse de la butte
- 1967: Mordgeschichten (Jeu de massacre)
- 1969: Komm, liebe mich (L´ámour)